# Villechien
Villechien és un municipi francès situat al departament de la Manche i a la regió de Normandia. L'any 2007 tenia 205 habitants.

## Demografia

### Població
El 2007 la població de fet de Villechien era de 205 persones. Hi havia 78 famílies de les quals 20 eren unipersonals (16 homes vivint sols i 4 dones vivint soles), 23 parelles sense fills, 27 parelles amb fills i 8 famílies monoparentals amb fills.
La població ha evolucionat segons el següent gràfic:
Habitants censats

### Habitatges
El 2007 hi havia 99 habitatges, 85 eren l'habitatge principal de la família, 8 eren segones residències i 6 estaven desocupats. Tots els 99 habitatges eren cases. Dels 85 habitatges principals, 57 estaven ocupats pels seus propietaris, 27 estaven llogats i ocupats pels llogaters i 1 estava cedit a títol gratuït; 2 tenien una cambra, 4 en tenien dues, 16 en tenien tres, 19 en tenien quatre i 45 en tenien cinc o més. 65 habitatges disposaven pel capbaix d'una plaça de pàrquing. A 54 habitatges hi havia un automòbil i a 23 n'hi havia dos o més.

### Piràmide de població
La piràmide de població per edats i sexe el 2009 era:
| Homes | Edats   | Dones |
| ----- | ------- | ----- |
| 0     | 95 o +  | 0     |
| 0     | 90 a 94 | 0     |
| 0     | 85 a 89 | 4     |
| 4     | 80 a 84 | 4     |
| 8     | 75 a 79 | 8     |
| 0     | 70 a 74 | 4     |
| 12    | 65 a 69 | 16    |
| 8     | 60 a 64 | 0     |
| 4     | 55 a 59 | 4     |
| 12    | 50 a 54 | 12    |
| 8     | 45 a 49 | 8     |
| 4     | 40 a 44 | 4     |
| 16    | 35 a 39 | 4     |
| 4     | 30 a 34 | 0     |
| 8     | 25 a 29 | 8     |
| 0     | 20 a 24 | 4     |
| 12    | 15 a 19 | 0     |
| 4     | 10 a 14 | 0     |
| 16    | 5 a 9   | 0     |
| 0     | 0 a 4   | 0     |

## Economia
El 2007 la població en edat de treballar era de 116 persones, 91 eren actives i 25 eren inactives. De les 91 persones actives 85 estaven ocupades (51 homes i 34 dones) i 6 estaven aturades (2 homes i 4 dones). De les 25 persones inactives 11 estaven jubilades, 7 estaven estudiant i 7 estaven classificades com a «altres inactius».

### Ingressos
El 2009 a Villechien hi havia 82 unitats fiscals que integraven 198,5 persones, la mediana anual d'ingressos fiscals per persona era de 13.475 €.

### Activitats econòmiques
Dels 3 establiments que hi havia el 2007, 1 era d'una empresa alimentària, 1 d'una empresa de comerç i reparació d'automòbils i 1 d'una empresa financera.
L'any 2000 a Villechien hi havia 51 explotacions agrícoles que ocupaven un total de 1.222 hectàrees.

## Equipaments sanitaris i escolars
El 2009 hi havia una escola elemental integrada dins d'un grup escolar amb les comunes properes formant una escola dispersa.

## Poblacions més properes
El següent diagrama mostra les poblacions més properes.